# Зенит
Вижте пояснителната страница за други значения на Зенит.
Зенит е най-високата точка от видимата небесна полусфера – там където я пробожда перпендикулярът спрямо хоризонталната равнина, издигнат от точката на наблюдението.
Думата зенит произлиза от неправилния прочит на арабския израз سمت الرأس (самт ал рас), означаващ „направление на главата“ или „път над главата“. През 14-ти век тази дума през латински и възможно през староиспански преминава в Европа. Тя бива съкратена до самт („направление“) – samt и с грешка в изписването се трансформира в сенит – senit. След това през старофренски и средноанглийски думата сенит окончателно се превръща през 17-ти век в съвременната дума зенит.